# Cochemiea
Cochemiea (K.Brandegee) Walton è un genere di piante succulente della famiglia delle Cactacee.

## Descrizione
Queste cactacee hanno fusti cilindrici e più o meno allungati, eretti o prostrati; i fusti di Cochemiea poselgerii sono lunghi fino a 2 metri in natura.
Sono piante che ramificano alla base, formando dei cuscini molto densi e impenetrabili.
Ogni tubercolo porta in cima un'areola armata di numerose spine (da 8 a 35 a seconda della specie) alcune delle quali possono essere uncinate.
Il succo è privo di lattice. I fiori,di colore rosso acceso, sono grandi e asimmetrici, tubiformi e sia gli stami che il pistillo sporgono lungamente dal tubo fiorale.

## Biologia
Si riproducono presumibilmente per impollinazione ornitogama ad opera di colibrì e altri piccoli uccelli.

## Distribuzione e habitat
Il genere è diffuso negli Stati Uniti sud-occidentali (California, Arizona, Nuovo Messico e Texas) e nel Messico settentrionale (Bassa California e Bassa California del Sud).

## Tassonomia
Considerato in passato un sottogenere di Mammillaria, il raggruppamento è attualmente elevato al rango di genere a sé stante.
Il genere comprende le seguenti specie:
- Cochemiea barbata (Engelm.) Doweld
- Cochemiea capensis (H.E.Gates) Doweld
- Cochemiea dioica (K.Brandegee) Doweld
- Cochemiea grahamii (Engelm.) Doweld
- Cochemiea halei (Brandegee) Walton
- Cochemiea maritima G.E.Linds.
- Cochemiea phitauiana (E.M.Baxter) Doweld
- Cochemiea pondii (Greene) Walton
- Cochemiea poselgeri (Hildm.) Britton & Rose
- Cochemiea saboae (Glass) Doweld
- Cochemiea setispina (J.M.Coult.) Walton
- Cochemiea theresae (Cutak) Doweld
- Cochemiea wrightii (Engelm.) Doweld